# Movimento vertical do ar

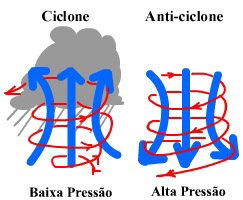
Diagramas mostrando um ciclone e um anticiclone. Num ciclone, as correntes de ar ascendem no seu interior, enquanto que num anticiclone, o processo se inverte

O movimento vertical de ar é um fenômeno meteorológico comum. Normalmente, uma de duas forças podem causar a ascensão de massas de ar. Regiões localizadas de ar morno ou frio exibirão um movimento vertical do ar. Uma bolsa de ar quente normalmente será menos denso do que a região em torno e então esta bolsa subirá até encontrar regiões onde o ar irá estar na mesma temperatura ou densidade. O inverso deste fenômeno é conhecido como descendência. O movimento vertical de grandes volumes de ar são a causa principal da formação de tempestades e trovoadas e são geradas pelos efeitos da convecção atmosférica.